# Piazza Dante (Napulj)
Piazza Dante je veliki javni trg u Napulju, Italija, nazvan po pjesniku Danteu Alighieriju. Trgom dominira kip pjesnika Dantea iz 19. stoljeća, koji je izradio Tito Angelini.

## Pregled
Izvorno se zvao Largo del Mercatello, budući da je tu od 1588. bila jedna od dvije tržnice u gradu, koja se zvala "Mercatello" (tal. mala tržnica) da bi ju se razlikovalo od najveće i najstarije tržnice Piazza del Mercato.
Današnju strukturu trg je dobio u drugoj polovici 18. stoljeća, intervencijom arhitekta Luigija Vanvitellija; "Foro Carolino" koji je on naručio trebao je predstavljati spomenik koji slavi suverena Karla III. Burbonskog, kralja Napulja i Obiju Sicilija od 1734. do 1759.. Radovi su trajali od 1757. do 1765., a rezultat je bio veliki polukrug, tangentan na aragonske zidine, koji je horizontalno gledano uključivao Port'Albu na zapadu i flankirao crkvu San Michele Arcangelo na istoku.
Zgrada, s dva karakteristična zakrivljena krila, na vrhu ima 26 kipova koji predstavljaju Karlove vrline (tri su djelo Giuseppea Sanmartina), a u središtu nišu u kojoj je trebao biti smješten konjanički kip suverena (koja nikad nije izgrađen), kao i toranj sa satom, iz kasnijeg razdoblja.
Od 1843. središnja niša predstavlja ulaz u isusovački internat, koji je 1861. postao “Convitto Nazionale Vittorio Emanuele II”, smješten u sobama starog samostana San Sebastiano i čija su dva klaustra još uvijek vidljiva (kupola crkva se srušila u svibnju 1941.); najmanji i najstariji je rijedak primjer Napulja između romaničkog i gotičkog razdoblja, a najveći je sačuvao strukture iz 16. stoljeća.
U središtu trga stoji veliki kip Dantea Alighierija, rad kipara Tita Angelinija i Tommasa Solarija mlađeg, svečano otvoren 13. srpnja 1871. (kada je trg preimenovan u današnji naziv) i postavljen na podlogu koju je dizajnirao inženjer Gherardo Rega. Danas se na njegovim stranama, skrovitije, nalaze prozori izlaza linije 1 podzemne željeznice. Trg je redizajniran i preuređen upravo za radove na podzemnoj željeznici, zaključno 2002. godine. Cijeli polukrug tako je postao pješačka zona.
Ipak, na trgu postoje četiri monumentalne crkve: u smjeru suprotnom od kazaljke na satu sa sjevera je Bezgrešno začeće sanitarnih operatera, Santa Maria di Caravaggio, San Domenico Soriano i San Michele u Port'Albi.
Na suprotnoj strani polukruga nalaze se odgovarajući bivši samostani uz crkve Santa Maria di Caravaggio i San Domenico Soriano: prva je postala sjedište instituta za slabovidne osobe koji je utemeljio Domenico Martuscelli (zapamćen po njegovoj bisti koju je 1922. isklesao Luigi De Luca nalazi se u vrtovima trga), a zatim je postao sjedište Druge općine Napulja. Drugi samostan danas je sjedište općinskih matičnih ureda.
Između dva ulaza nalazi se Palazzo Ruffo di Bagnara sa susjednom privatnom kapelom, dok je na lijevoj strani Port'Albe Palazzo Rinuccini. Nedaleko od trga na broju 7 od vico Luperano, vila Conigliera, potonja izgrađena tijekom aragonske ere.
Nakon izgradnje stanice metroa Dante na liniji 1, polukrug trga u potpunosti je pretvoren u pješačku zonu. U rujnu 2011. trg je potpuno zabranjen za privatni promet kako bi se obeshrabrilo korištenje automobila u gradu, što je ubrzalo javni prijevoz u tom dijelu grada. Nakon toga, od ljeta 2013., zatvaranje prometa je ograničeno na period od 9 do 18 sati svaki dan.